# Léonard Thiry
Pour les articles homonymes, voir Thiry.
Léonard Thiry, né à Deventer entre 1490 et 1510 et mort à Anvers entre 1540 et 1560, est un graveur et peintre principalement actif à Fontainebleau entre environ 1535 et 1550.

## Biographie
Léonard Thiry naît à Deventer, dans les Pays-Bas des Habsbourg, entre 1490 et 1510.
Actif à Rome en 1530, puis à Anvers en 1533, où il est notamment enregistré comme maître de la guilde de Saint-Luc,, il est surtout actif à Fontainebleau à partir d'environ 1535-1536,.
Mentionné en 1536 à Fontainebleau pour sa participation à la décoration de la galerie François Ier, il est considéré comme un membre de la première École de Fontainebleau et ses gages indiquent qu'il s'agirait d'un artiste de premier plan,. Giorgio Vasari l'évoque dans Le Vite en ces termes : « Leonardo Fiamingo, peintre de grand talent qui exécutait tout à fait bien en couleurs les dessins du Rosso » : il semble ainsi apprécié pour ses qualités de coloriste et est considéré comme l'élève et l'assistant de Rosso Fiorentino, puis de Francesco Primaticcio à la Porte Dorée, après la mort de Rosso,. Cependant, Béguin minimise le rôle et le statut de Thiry auprès de Rosso.
Pendant longtemps, la plupart des spécialistes lui ont attribué les estampes signées « L.D. » (censées signifier « Léonard [de] Deventer »), qui sont désormais reconnues comme étant de Léon Davent,.
Léonard Thiry meurt à Anvers entre 1540 et 1560, où il pourrait avoir contribué à la diffusion du style de l'École de Fontainebleau.

## Œuvre

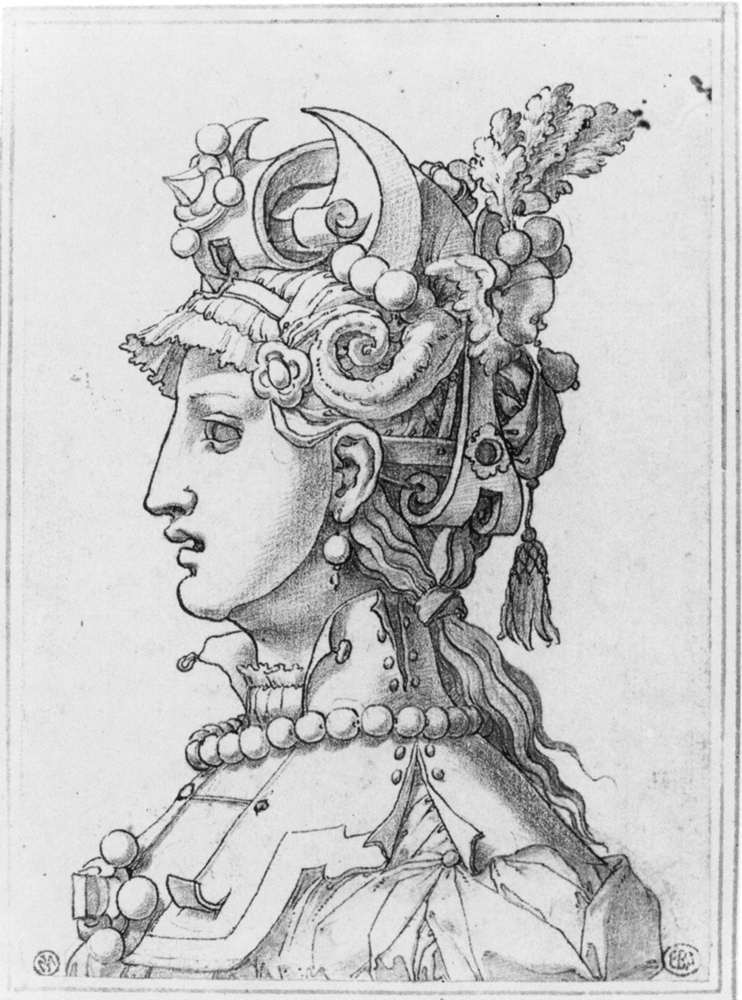
Masque de femme (dessin, n. d., Beaux-Arts de Paris). Le roi François 1er a fait plusieurs commandes à Rosso Fiorentino, y compris la conception de divertissements de la cour. Certains dessins de Léonard Thiry témoignent des inventions de Rosso pour les bals et les mascarades organisés.

Aucune estampe ou tableau n'a formellement été identifié comme étant de sa main ; il peindrait cependant principalement des sujets mythologiques et religieux, ainsi que des vues d'architecture, dans un style très proche de Rosso.
Ses dessins ont été reproduits sous forme de gravures par Léon Davent, René Boyvin et d'autres, bien qu'il ne semble pas avoir travaillé lui-même sur des plaques. On lui attribue quelques dessins : L'éducation d'Achille (Paris, Beaux-Arts de Paris), Allégorie de la vieillesse (Paris, Bibliothèque nationale de France, cab. est.), Jésus portant sa croix (Londres, The Trustees of British Museum) et ceux d'après lesquels Jacques Ier Androuet du Cerceau grave Fragments d'architecture antique (1550), René Boyvin le Livre de la conqueste de la Toison d'or (1563) et Léon Davent L'enlèvement de Proserpine,. Certains de ces dessins portent des inscriptions anciennes avec son nom, ce qui permet de caractériser sa manière.
Il aurait aussi dessiné les vitraux de Saint-Laurent et des Cordeliers et fourni plusieurs gravures d'interprétation d'après Rosso.

## Conservation
Plusieurs institutions conservent ses œuvres dans leurs collections :
- États-Unis
  - Philadelphia Museum of Art, Philadelphie[9].
  - New York Public Library, New York[10].
- France
  - Musée du Louvre, Paris[11].
  - Musée des Beaux-Arts d'Orléans : Rafraîchissoir avec deux bouteilles, vers 1536-1540 ?, plume et encre brune sur papier vergé, 14 x 18,4 cm[12]
- Nouvelle-Zélande
  - Musée d'Art d'Auckland, Auckland[13].
- Pays-Bas
  - Cabinet des estampes de l'Université de Leyde[14]
- Royaume-Uni
  - British Museum, Londres[15].
- Suède
  - Nationalmuseum, Stockholm[16].